# Phasianidae
Phasianidae este o familie de păsări din care face parte, printre altele, fazanul și potârnichea. Este o familie de păsări a cărei principală caracteristică este adaptabilitatea și rezistența la noi medii de habitat.